# Marie-Angélique de Coulanges
Pour les articles homonymes, voir Coulanges.
Marie-Angélique du Gué de Bagnols, dame de Coulanges, née vers 1641, morte le 3 août 1723 à Paris, est une femme d'esprit et une épistolière française, amie intime de madame de Sévigné.

## Biographie

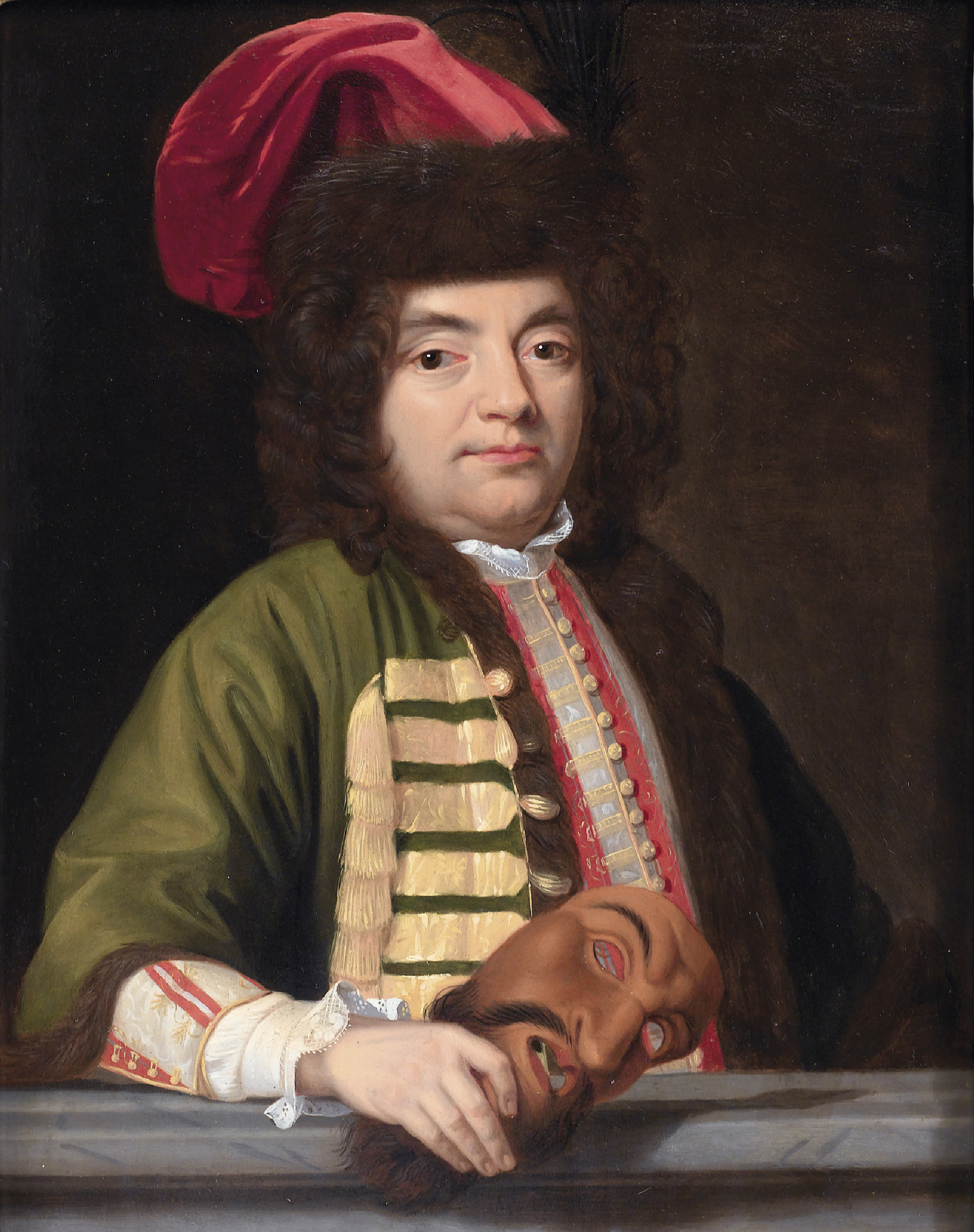
Philippe-Emmanuel de Coulanges, époux de Marie-Angélique, dans un habit de carnaval (1690).

Elle naît vers 1641 de François du Gué de Bagnols et de Marie-Angélique Turpin. Elle épouse le 16 décembre 1659 Philippe-Emmanuel de Coulanges, conseiller au parlement de Paris, « chansonnier » (auteur de chansons), aimable parasite, cousin germain et ami de madame de Sévigné.
« Vive et caustique », elle fréquente les beaux esprits du Marais : madame de Sévigné, madame de La Fayette, madame Scarron. Elle reste très liée à madame de Sévigné, qui « montre dans ses lettres une tendre affection pour elle ». De même, elle conserve l'estime de madame Scarron lorsque celle-ci devient la marquise de Maintenon, favorite du roi.
Elle a pour soupirants le « bizarre et distrait » Charles de Brancas, l'abbé Testu, le « tendre et galant » Charles-Auguste de La Fare, le marquis Philippe Auguste Le Hardy de La Trousse, cousin germain de son mari. On ignore ce qu'il peut y avoir de vrai dans les rumeurs courant là-dessus. Saint-Simon nous décrit la jeune madame de Coulanges comme « fort jolie, mais toujours sage et considérée ».
Elle vit avec son mari rue du Parc-Royal, paroisse Saint-Gervais, dans Le Marais. En avril 1680, peu après le mariage de Monseigneur (le Dauphin), cette femme d'esprit passe quatre jours à la cour, à Saint-Germain, en compagnie de trois de ses amies, mesdames de Richelieu, de Maintenon et de Rochefort. Elle n'a « aucun rang à la cour ». Pourtant, elle est admise aux heures particulières de la Dauphine. Madame de Sévigné l'explique : « Son esprit est une dignité dans cette cour. » Une semaine plus tard, madame de Sévigné évoque de façon plus nuancée l'expérience. Elle parle de quatre jours de « plaisirs » dans la « privauté », mais aussi de « déplaisirs », de « dégoûts » et d'« humiliation », car madame de Coulanges n'a eu droit ni aux promenades ni aux repas en compagnie des princesses.
« Boute-en-train de toutes les fêtes, égayant toutes les réunions de son esprit 
brillant, de sa verve et de sa folie », madame de Coulanges s'apaise à l'approche de la cinquantaine. Elle devient plus grave, plus austère, plus pieuse. En 1690, elle décide de déménager dans le quartier du Temple, ce que déplore vivement madame de Sévigné : « Au lieu de trouver, comme je faisais, cette jolie madame de Coulanges sous ma main, prendre du café le matin avec elle, y courir après la messe, y revenir le soir comme chez soi. » En 1695, elle revient dans Le Marais : elle s'installe avec son mari rue des Tournelles.
Philippe-Emmanuel de Coulanges meurt en 1716. Marie-Angélique meurt le 3 août 1723 dans son hôtel de la rue des Tournelles, à Paris, à l'âge de 82 ans. Elle est inhumée auprès de son mari, dans le caveau de la chapelle des Coulanges, en l'église du couvent de la Visitation du faubourg Saint-Antoine.

## Portrait
- Madame de Caylus : « Elle avait une figure et un esprit agréables, une conversation remplie de traits vifs et brillants […] Personne en effet après madame de Cornuel n'a plus dit de bons mots que madame de Coulanges[21]. »
- Madame de Sévigné la surnomme « la mouche », « la feuille » ou « la sylphide »[22].
- En 1676, madame de Sévigné manifeste son soulagement de la voir se rétablir après une maladie : « On m'assure qu'elle est très bien, et que les épigrammes recommencent à poindre[23]. »
- L'abbé Gobelin[24], après l'avoir confessée : « Chaque péché de cette dame est une épigramme[25]. »
- Saint-Simon : « Sa femme, qui avait plus d'esprit que lui et qui l'avait plus solide, eut aussi quantité d'amis à la ville et à la cour, où elle ne mettait jamais le pied. Ils vivaient ensemble dans une grande union, mais avec des dissonances qui en faisaient le sel et qui réjouissaient toutes leurs sociétés[11]. »
- Pierre-Marie Gault de Saint-Germain, au début du XIXe siècle : « À une époque et dans une société qui offrait tant de femmes spirituelles, elle fut mise au premier rang des plus séduisantes. Il me semble qu'elle eut alors plus d'éclat et de réputation que madame de Sévigné, même pour le talent épistolaire[22]. »

## Lettres
Cinquante de ses lettres sont publiées (jointes à des lettres de son mari et de madame de Sévigné) dans Recueil de lettres choisies, pour servir de suite aux lettres de madame de Sévigné à madame de Grignan, sa fille, Paris, Rollin, 1751. Ces lettres auraient été réunies, selon Antoine-Alexandre Barbier, par Denis-Marius Perrin, premier éditeur officiel des lettres de madame de Sévigné.
Prosper Goubaux les juge « pleines de charme, même à côté de celles de Mme de Sévigné ».
On les trouve également dans Lettres de Mmes de Villars, de Coulanges et de La Fayette, de Ninon de L'Enclos et de Mademoiselle Aïssé, Paris, Collin, 1805.

## Famille
Son grand-père maternel est Jean V Turpin, chevalier seigneur de Vauvredon, du Briou et de Lissermeau, conseiller en la cour des aides à Paris, puis conseiller d'État ordinaire, intendant du Languedoc. Il épouse :
- en premières noces, Marie Chappelier ; dont il a Marie, religieuse ; et Élisabeth, qui épouse Michel Le Tellier ; dont elle a notamment Louvois (Le Tellier est donc l'oncle par alliance de madame de Coulanges, et Louvois son cousin germain) ;
- en secondes noces, Angélique Habert ; dont il a François ; et Marie-Angélique, la mère de madame de Coulanges[30].

Le père de Marie-Angélique est François du Gué de Bagnols, conseiller du Roi en ses Conseils, maître des requêtes de son Hôtel, puis conseiller d'État ordinaire et intendant de la justice, police et finances du Lyonnais et du Dauphiné. De son mariage avec Marie-Angélique Turpin, sont issus :
- Marie-Angélique ;
- Anne, qui épouse en 1672 son cousin issu de germain Dreux Louis du Gué de Bagnols, lequel devient trois ans plus tard intendant de la Flandre, au détriment de l'époux de Marie-Angélique[31].

De son mariage avec Philippe-Emmanuel de Coulanges, Marie-Angélique n’a pas d’enfant.
Quelques membres de la proche famille : 
|                               |                               | Marie Chappelier              | Marie Chappelier              | Marie Chappelier              | Marie Chappelier              | Marie Chappelier    | Marie Chappelier    |                     |                     |                  |                  | Jean V Turpin                              | Jean V Turpin                              | Jean V Turpin                              | Jean V Turpin                              | Jean V Turpin                              | Jean V Turpin                              |                        |                        |                                                  |                                                  | Angélique Habert                                 | Angélique Habert                                 | Angélique Habert                                 | Angélique Habert                                 | Angélique Habert           | Angélique Habert           |                            |                            |                            |                            |                        |                        |                                         |                                         |                                         |                                         |                                         |                                         |                               |                               |                               |                               |                   |                   |                   |                   |
|                               |                               | Marie Chappelier              | Marie Chappelier              | Marie Chappelier              | Marie Chappelier              | Marie Chappelier    | Marie Chappelier    |                     |                     |                  |                  | Jean V Turpin                              | Jean V Turpin                              | Jean V Turpin                              | Jean V Turpin                              | Jean V Turpin                              | Jean V Turpin                              |                        |                        |                                                  |                                                  | Angélique Habert                                 | Angélique Habert                                 | Angélique Habert                                 | Angélique Habert                                 | Angélique Habert           | Angélique Habert           |                            |                            |                            |                            |                        |                        |                                         |                                         |                                         |                                         |                                         |                                         |                               |                               |                               |                               |                   |                   |                   |                   |
|                               |                               |                               |                               |                               |                               |                     |                     |                     |                     |                  |                  |                                            |                                            |                                            |                                            |                                            |                                            |                        |                        |                                                  |                                                  |                                                  |                                                  |                                                  |                                                  |                            |                            |                            |                            |                            |                            |                        |                        |                                         |                                         |                                         |                                         |                                         |                                         |                               |                               |                               |                               |                   |                   |                   |                   |
| Michel Le Tellier (1603-1685) | Michel Le Tellier (1603-1685) | Michel Le Tellier (1603-1685) | Michel Le Tellier (1603-1685) | Michel Le Tellier (1603-1685) | Michel Le Tellier (1603-1685) |                     |                     | Élisabeth Turpin    | Élisabeth Turpin    | Élisabeth Turpin | Élisabeth Turpin | Élisabeth Turpin                           | Élisabeth Turpin                           |                                            |                                            |                                            |                                            | Marie-Angélique Turpin | Marie-Angélique Turpin | Marie-Angélique Turpin                           | Marie-Angélique Turpin                           | Marie-Angélique Turpin                           | Marie-Angélique Turpin                           |                                                  |                                                  | François du Gué de Bagnols | François du Gué de Bagnols | François du Gué de Bagnols | François du Gué de Bagnols | François du Gué de Bagnols | François du Gué de Bagnols |                        |                        | Guillaume du Gué de Bagnols (1616-1657) | Guillaume du Gué de Bagnols (1616-1657) | Guillaume du Gué de Bagnols (1616-1657) | Guillaume du Gué de Bagnols (1616-1657) | Guillaume du Gué de Bagnols (1616-1657) | Guillaume du Gué de Bagnols (1616-1657) |                               |                               | Gabrielle Feydeau             | Gabrielle Feydeau             | Gabrielle Feydeau | Gabrielle Feydeau | Gabrielle Feydeau | Gabrielle Feydeau |
| Michel Le Tellier (1603-1685) | Michel Le Tellier (1603-1685) | Michel Le Tellier (1603-1685) | Michel Le Tellier (1603-1685) | Michel Le Tellier (1603-1685) | Michel Le Tellier (1603-1685) |                     |                     | Élisabeth Turpin    | Élisabeth Turpin    | Élisabeth Turpin | Élisabeth Turpin | Élisabeth Turpin                           | Élisabeth Turpin                           |                                            |                                            |                                            |                                            | Marie-Angélique Turpin | Marie-Angélique Turpin | Marie-Angélique Turpin                           | Marie-Angélique Turpin                           | Marie-Angélique Turpin                           | Marie-Angélique Turpin                           |                                                  |                                                  | François du Gué de Bagnols | François du Gué de Bagnols | François du Gué de Bagnols | François du Gué de Bagnols | François du Gué de Bagnols | François du Gué de Bagnols |                        |                        | Guillaume du Gué de Bagnols (1616-1657) | Guillaume du Gué de Bagnols (1616-1657) | Guillaume du Gué de Bagnols (1616-1657) | Guillaume du Gué de Bagnols (1616-1657) | Guillaume du Gué de Bagnols (1616-1657) | Guillaume du Gué de Bagnols (1616-1657) |                               |                               | Gabrielle Feydeau             | Gabrielle Feydeau             | Gabrielle Feydeau | Gabrielle Feydeau | Gabrielle Feydeau | Gabrielle Feydeau |
|                               |                               |                               |                               |                               |                               |                     |                     |                     |                     |                  |                  |                                            |                                            |                                            |                                            |                                            |                                            |                        |                        |                                                  |                                                  |                                                  |                                                  |                                                  |                                                  |                            |                            |                            |                            |                            |                            |                        |                        |                                         |                                         |                                         |                                         |                                         |                                         |                               |                               |                               |                               |                   |                   |                   |                   |
|                               |                               |                               |                               |                               |                               |                     |                     |                     |                     |                  |                  |                                            |                                            |                                            |                                            |                                            |                                            |                        |                        |                                                  |                                                  |                                                  |                                                  |                                                  |                                                  |                            |                            |                            |                            |                            |                            |                        |                        |                                         |                                         |                                         |                                         |                                         |                                         |                               |                               |                               |                               |                   |                   |                   |                   |
|                               |                               |                               |                               | Louvois (1641-1691)           | Louvois (1641-1691)           | Louvois (1641-1691) | Louvois (1641-1691) | Louvois (1641-1691) | Louvois (1641-1691) |                  |                  | Philippe-Emmanuel de Coulanges (1633-1716) | Philippe-Emmanuel de Coulanges (1633-1716) | Philippe-Emmanuel de Coulanges (1633-1716) | Philippe-Emmanuel de Coulanges (1633-1716) | Philippe-Emmanuel de Coulanges (1633-1716) | Philippe-Emmanuel de Coulanges (1633-1716) |                        |                        | Marie-Angélique du Gué de Bagnols (v. 1641-1723) | Marie-Angélique du Gué de Bagnols (v. 1641-1723) | Marie-Angélique du Gué de Bagnols (v. 1641-1723) | Marie-Angélique du Gué de Bagnols (v. 1641-1723) | Marie-Angélique du Gué de Bagnols (v. 1641-1723) | Marie-Angélique du Gué de Bagnols (v. 1641-1723) |                            |                            | Anne du Gué de Bagnols     | Anne du Gué de Bagnols     | Anne du Gué de Bagnols     | Anne du Gué de Bagnols     | Anne du Gué de Bagnols | Anne du Gué de Bagnols |                                         |                                         |                                         |                                         | Dreux Louis du Gué de Bagnols           | Dreux Louis du Gué de Bagnols           | Dreux Louis du Gué de Bagnols | Dreux Louis du Gué de Bagnols | Dreux Louis du Gué de Bagnols | Dreux Louis du Gué de Bagnols |                   |                   |                   |                   |
|                               |                               |                               |                               | Louvois (1641-1691)           | Louvois (1641-1691)           | Louvois (1641-1691) | Louvois (1641-1691) | Louvois (1641-1691) | Louvois (1641-1691) |                  |                  | Philippe-Emmanuel de Coulanges (1633-1716) | Philippe-Emmanuel de Coulanges (1633-1716) | Philippe-Emmanuel de Coulanges (1633-1716) | Philippe-Emmanuel de Coulanges (1633-1716) | Philippe-Emmanuel de Coulanges (1633-1716) | Philippe-Emmanuel de Coulanges (1633-1716) |                        |                        | Marie-Angélique du Gué de Bagnols (v. 1641-1723) | Marie-Angélique du Gué de Bagnols (v. 1641-1723) | Marie-Angélique du Gué de Bagnols (v. 1641-1723) | Marie-Angélique du Gué de Bagnols (v. 1641-1723) | Marie-Angélique du Gué de Bagnols (v. 1641-1723) | Marie-Angélique du Gué de Bagnols (v. 1641-1723) |                            |                            | Anne du Gué de Bagnols     | Anne du Gué de Bagnols     | Anne du Gué de Bagnols     | Anne du Gué de Bagnols     | Anne du Gué de Bagnols | Anne du Gué de Bagnols |                                         |                                         |                                         |                                         | Dreux Louis du Gué de Bagnols           | Dreux Louis du Gué de Bagnols           | Dreux Louis du Gué de Bagnols | Dreux Louis du Gué de Bagnols | Dreux Louis du Gué de Bagnols | Dreux Louis du Gué de Bagnols |                   |                   |                   |                   |

## Pour approfondir